# Estação Escuadrón 201
A Estação Escuadrón 201 é uma das estações do Metrô da Cidade do México, situada na Cidade do México, entre a Estação Aculco e a Estação Atlalilco. Administrada pelo Sistema de Transporte Colectivo, faz parte da Linha 8.
Foi inaugurada em 20 de julho de 1994. Localiza-se no cruzamento da Avenida 5 com a Rua Agustín Yáñez e a Rua 6. Atende os bairros Escuadrón 201 e Granjas San Antonio, situados na demarcação territorial de Iztapalapa. A estação registrou um movimento de 8.607.804 passageiros em 2016.